# Kazuki Kitamura
Kazuki Kitamura  (北村 一輝?, Kitamura Kazuki), all'anagrafe Yasushi Kitamura (北村 康?) (17 luglio 1969) è un attore giapponese.

## Biografia
Nato e cresciuto ad Osaka, dove rimase fino all'età di 19 anni, frequenta una scuola professionale che però abbandona per passar 4 anni all'estero tra Australia e Sud America: al suo ritorno in patria inizia a lavorare come attore per la From First Pro.
Appassionato di cinema fin dall'infanzia (suo idolo e modello è stato Tyrone Power), debutta nel grande schermo dopo varie apparizioni in ruoli minori nel 1995 e viene chiamato a lavorare, tra gli altri, da Takashi Miike (che lo "ribattezzò" Kazuki durante le riprese di Young Thugs: Innocent Blood), Quentin Tarantino e Takeshi Kitano; è conosciuto soprattutto per l'interpretazione del capo cameriere al ristorante Il Baccanale nel dorama intitolato Bambino! assieme a Jun Matsumoto.
Tra le sue più notevoli interpretazioni abbiamo l'"otaku evoluto" in Akihabara@Deep, il giornalista scandalistico in 14-sai no haha: aisuru tame ni umarete kita (con Mirai Shida) e l'amico umano di Bem in Yokai Ningen Bem dove recita a fianco di Kazuya Kamenashi.

## Filmografia

### Cinema
- Yuki no Concerto, regia di Hiroshi Matsumoto (1991)
- Closing Time, regia di Masahiro Kobayashi (1996)
- Young Thugs: Innocent Blood (Kishiwada shônen gurentai: Chikemuri junjô-hen), regia di Takashi Miike (1997)
- Onibi, regia di Rokuro Mochizuki (1997)
- Mukokuseki no otoko: Chi no shûkaku, regia di Rokuro Mochizuki (1997)
- Romantikku mania, regia di Toshiki Satô (1997)
- L'anguilla (Unagi), regia di Imamura Shohei (1997)
- Joker, regia di Takashi Komatsu (1998)
- Andromedia (Andoromedia), regia di Takashi Miike (1998)
- The Perfect Education (Kanzen-naru shiiku), regia di Ben Wada (1999)
- Kyohansha, regia di Kazuhiro Kiuchi (1999)
- Kaizokuban Bootleg Film, regia di Masahiro Kobayashi (1999)
- Ley Lines (Nihon kuroshakai), regia di Takashi Miike (1999)
- Minazuki, regia di Rokuro Mochizuki (1999)
- Dead or Alive (Dead or Alive: Hanzaisha), regia di Takashi Miike (1999)
- Freeze Me (Furîzu mî), regia di Takashi Ishii (2000)
- Himawari, regia di Isao Yukisada (2000)
- Swing Man, regia di Tetsu Maeda (2000)
- Kishiwada shônen gurentai: Yakyudan, regia di Takeshi Watanabe (2000)
- Rendan, regia di Naoto Takenaka (2001)
- Man-hole, regia di Takayuki Suzui (2001)
- Taan, regia di Hideyuki Hirayama (2001)
- Chinpira, regia di Rokuro Mochizuki (2001)
- Bastoni: The Stick Handlers, regia di Kazuhiko Nakamura (2002)
- Onna kunishuu ikki, regia di Takashi Miike (2002)
- Jam Films, regia collettiva (2002) - (segmento "The Messenger - Requiem for the Dead")
- Yurusarezaru mono, regia di Takashi Miike (2003)
- Azumi, regia di Ryūhei Kitamura (2003)
- The Messenger, regia di Ryūhei Kitamura – cortometraggio (2003)
- Nain souruzu, regia di Toshiaki Toyoda (2003)
- Kanzen-naru shiiku: Onna rihatsushi no koi, regia di Masahiro Kobayashi (2003)
- Kill Bill: Volume 1, regia di Quentin Tarantino (2003)
- Skyhigh, regia di Ryūhei Kitamura (2003)
- The Man in White Part 2: Requiem for the Lion, regia di Takashi Miike (2003)
- Kyô no dekigoto, regia di Isao Yukisada (2003)
- Kill Bill: Volume 2, regia di Quentin Tarantino (2004)
- Kaidan Shin Mimibukuro: Gekijô-ban, regia collettiva (2004) - (segmento "Omoi!")
- Chi to hone, regia di Yôichi Sai (2004)
- Gojira - Final Wars (Gojira: Fainaru uôzu), regia collettiva (2004)
- Atarashii kaze - Wakaki hi no Yoda Benzo, regia di Tetsuya Matsushima (2004)
- Azumi 2 (Azumi 2: Death or Love), regia di Shūsuke Kaneko (2005)
- Sengoku jieitai 1549, regia di Masaaki Tezuka (2005)
- Nureta akai ito, regia di Rokuro Mochizuki (2005)
- Maze, regia di Shû Okada (2006)
- So-Run Movie, regia di Kaizô Hayashi, Takuji Kitamura e Daihachi Yoshida (2006)
- Hanada shônen-shi, regia di Nobuo Mizuta (2006)
- Ō-oku - Il film (Ôoku), regia di Tôru Hayashi (2006)
- Like a Dragon (Ryû ga gotoku: Gekijô-ban), regia di Takashi Miike (2007)
- Maiko haaaan!!!, regia di Nobuo Mizuta (2007)
- Kaze no sotogawa, regia di Eiji Okuda (2007)
- Dôsôkai, regia di Takayuki Takuma (2008)
- Jirochô sangokushi, regia di Masahiko Tsugawa (2008)
- Yôgisha X no kenshin, regia di Hiroshi Nishitani (2008)
- Donjû, regia di Mr. Hide (2009)
- Eo-ddeon bang-moon, regia di Lav Diaz, Hong Sang-soo e Naomi Kawase (2009)
- Kirâ vâjin rôdo, regia di Gorô Kishitani (2009)
- Acacia, regia di Jinsei Tsuji (2009)
- Space Battleship Yamato, regia di Takashi Yamazaki (2010)
- Kaibutsu-kun (Eiga Kaibutsukun), regia di Yoshihiro Nakamura (2011)
- Ji su tian shi, regia di Jingle Ma (2011)
- Thermae Romae (Terumae romae), regia di Hideki Takeuchi (2012)
- Bakugyaku famîria, regia di Kazuyoshi Kumakiri (2012)
- Nihon no higeki, regia di Masahiro Kobayashi (2012)
- Youkai ningen Bemu, regia di Shunsuke Kariyama (2012)
- Naito pîpuru, regia di Hajime Kadoi (2013)
- Jongeun Chingoodeul, regia di Jin Hyoung-Tae (2013)
- Manatsu no hôteishiki, regia di Hiroshi Nishitani (2013)
- Ataru: The First Love & the Last Kill, regia di Hisashi Kimura (2013)
- Gekijouban SPEC: Kurôzu - Zen no hen, regia di Yukihiko Tsutsumi (2013)
- Gekijouban SPEC: Kurôzu - Kou no hen, regia di Yukihiko Tsutsumi (2013)
- The Trick Movie: The Last Stage, regia di Yukihiko Tsutsumi (2014)
- Killers, regia di Kimo Stamboel e Timo Tjahjanto (2014)
- The Raid 2: Berandal (Serbuan maut 2: Berandal), regia di Gareth Evans (2014)
- Neko zamurai, regia di Takeshi Watanabe e Yoshitaka Yamaguchi (2014)
- Thermae Romae II (Terumae romae II), regia di Hideki Takeuchi (2014)
- Man from Reno, regia di Dave Boyle (2014)
- Kiseijuu, regia di Takashi Yamazaki (2014)
- Kiseijuu: Kanketsuhen, regia di Takashi Yamazaki (2015)
- Neko zamurai: Minami no shima e iku, regia di Takeshi Watanabe (2015)
- Aibô: Gekijô-ban IV, regia di Hajime Hashimoto (2017)
- L'immortale (Mugen no jûnin), regia di Takashi Miike (2017)
- Hitsuji no ki, regia di Daihachi Yoshida (2017)
- 8-nengoshi no hanayome, regia di Takahisa Zeze (2017)
- Kon'ya, romansu gekijô de, regia di Hideki Takeuchi (2018)
- Kyonen no fuyu, kimi to wakare, regia di Tomoyuki Takimoto (2018)
- Okuotoko, regia di Keishi Ohtomo (2018)
- Robu, regia di Kai Hasson – cortometraggio (2019)
- The Battle: Roar to Victory, regia di Shin-yeon Won (2019)
- Signal: the Movie, regia di Hajime Hashimoto (2021)

### Televisione
- Kenka no hanamichi: Oosaka saikyô densetsu, regia di Takashi Miike – film TV (1996)
- Tennen shôjo Man, regia di Takaaki Hashiguchi – film TV (1996)
- Full Metal Yakuza (Full Metal gokudō), regia di Takashi Miike – film TV (1997)
- Yomigaeru kinrô 2 - fukkatsu-hen, regia di Takeshi Watanabe – film TV (1998)
- Suiyobi no joji – serie TV (2001)
- Haru ranman – serie TV, 12 episodi (2002)
- Chinmoku no aribai, regia di Makoto Kiyohiro – film TV (2002)
- Tantei Kazoku – miniserie TV (2002)
- Time Limit, regia di Kaizô Hayashi – film TV (2003)
- Hitonatsu no Papa e – serie TV, 10 episodi (2003)
- Bishôjo Senshi Sailor Moon – serie TV, episodi 1x9 (2003)
- Anata no tonari ni dare ka iru – serie TV, 10 episodi (2003)
- Koi suru nichiyôbi – serie TV (2003)
- Ooku – miniserie TV (2003-2004)
- Tiger & Dragon – serie TV, episodi 1x9 (2005)
- Tokyo Friends – miniserie TV (2005)
- Busô sensen: Seifugun vs Kakumeigun, regia di Hiroyuki Tsuji – film TV (2005)
- Yaō (Yaoh) – serie TV, 11 episodi (2006)
- Akihabara@Deep – serie TV, 11 episodi (2006)
- Densha otoko – miniserie TV (2006)
- Lion Maru G – miniserie TV (2006)
- 14-sai no haha: aisuru tame ni umarete kita – serie TV (2006)
- Warui yatsura – serie TV, 8 episodi (2007)

- Bambino! (Banbîno!) – serie TV, 11 episodi (2007)
- Zou no Hanako, regia di Keita Kôno – film TV (2007)
- Ikiru, regia di Meiji Fujita – film TV (2007)
- Team Medical Dragon (Iryû: Team Medical Dragon) – serie TV, 22 episodi (2006-2007)
- Hokaben – serie TV, 10 episodi (2008)
- Tenchijin – serie TV, episodi 1x1-1x6 (2009)
- Sonotoki made sayonara, regia di Yasuhiro Hatsuyama – film TV (2010)
- Shukumei 1969-2010: Once Upon a Time in Tokyo – serie TV, 8 episodi (2010)
- Tôbô bengoshi – serie TV, 11 episodi (2010)
- Yōkai ningen Bem – serie TV, 10 episodi (2011)
- Strangers 6 – serie TV, episodi 1x1 (2012)
- Ataru – serie TV, 11 episodi (2012)
- Kaen kita no eiyu aterui den – miniserie TV (2013)
- Galileo (Garireo) – serie TV, 6 episodi (2007-2013)
- Galileo XX: Utsumi Kaoru no Saigo no jiken Moteasobu, regia di Hiroshi Nishitani – film TV (2013)
- Dandarin: rôdô kijun kantokukan – miniserie TV (2013)
- Kindaichi shônen no Jikenbo: Gokumon Juku Satsujin Jiken – film TV (2014)
- Howaito rabo: Keishichou tokubetsu kagaku sousahan – miniserie TV (2014)
- Hirugao: Heijitsu gogo 3 ji no koibitotachi – miniserie TV (2014)
- Tochû gesha, regia di Tomochika Kasaura – film TV (2014)
- Hamon – miniserie TV (2015)
- Yamegoku: Yakuza yamete itadakimasu – miniserie TV (2015)
- Neko zamurai – serie TV, 22 episodi (2013-2015)
- Oedo Jikenchô Bimi de Sôrô – miniserie TV (2015)
- Beautiful Slow Life, regia di Takashi Minamoto – film TV (2015)
- Kera – miniserie TV (2016)
- Boku no inochi, regia di Masahiro Kunimoto – film TV (2016)
- Sekai ichi muzukashii koi – miniserie TV (2016)
- Yonimo kimyô na monogatari: Autumn 2016 Special, regia collettiva – film TV (2016)
- 4-go Keibi – miniserie TV (2017)
- Signal – miniserie TV (2018)
- Honto ni atta kowai hanashi: natsu no tokubetsu hen 2018, regia di Tomonobu Moriwaki – film TV (2018)
- Designated Lawyer, regia di Hajime Takezono – film TV (2018)
- Folklore – miniserie TV (2018)
- Nippon Noir – serie TV, 10 episodi (2019)
- Tengoku to jigoku: Psychona futari – serie TV (2021)

### Doppiatore
- Binary Domain - videogioco (2012), Kurosawa
- L'attacco dei giganti - serie animata (2013-2023), protestante di Paradis

## Riconoscimenti
Ha vinto il premio per il miglior attore non protagonista al 14 ° Festival di Yokohama per Minazuki , Kyohansha e The Perfect Education (Kanzen-Naru shiiku)
- 39° Television Drama Academy Awards: Miglior attore non protagonista per Anata no Tonari ni Dareka Iru (2003)
- 53° Television Drama Academy Awards: Miglior attore non protagonista per Bambino! (2007)